# ماگالی کارواخال
ماگالی کارواخال (به اسپانیایی: Magaly Carvajal) (زاده ۱۸ سپتامبر ۱۹۶۸) بازیکن سابق تیم ملی والیبال زنان کوبا است. او به یکی از اعضای موفق تیم ملی کوبا بود و توانست مدال طلا المپیک ۱۹۹۲ و ۱۹۹۶ را به دست آورد.